# Peter Ladefoged
Peter Nielsen Ladefoged (17 de septiembre de 1925 - 24 de enero de 2006) fue un británico lingüista y fonetista. Fue profesor de fonética en la Universidad de California en Los Ángeles (UCLA), donde enseñó de 1962 a 1991. Su libro Un curso de fonética es un texto de introducción común a la fonética, y Los sonidos de los idiomas del mundo (escrito con Ian Maddieson) se considera ampliamente como una referencia fonética estándar. Ladefoged también escribió varios libros sobre la fonética de las lenguas africanas. Antes de UCLA, fue profesor en las universidades de Edimburgo, Escocia (1953–59, 1960–1) e Ibadán, Nigeria (1959–60).

## Primeros años de vida
Peter Ladefoged nació el 17 de septiembre de 1925, en Sutton (entonces en Surrey, ahora en el Gran Londres), Inglaterra. Asistió a Haileybury College de 1938 a 1943, y a Gonville and Caius College, Cambridge, en la Universidad de Cambridge de 1943 a 1944. Recibió una maestría (1951) y un doctorado (1959) en Fonética de la Universidad de Edimburgo en 1959.

## Carrera
Ladefoged participó en el laboratorio de fonética de la UCLA, que estableció en 1962. También estaba interesado en escuchar y describir cada sonido utilizado en el lenguaje humano hablado, que estimó en 900 consonantes y 200 vocales. Esta investigación formó la base de gran parte de Los sonidos de las lenguas del mundo. En 1966, Ladefoged dejó el Departamento de Inglés de UCLA para unirse al recién creado Departamento de Lingüística.
Mientras estaba en UCLA, Ladefoged fue contratado como consultor en la película My Fair Lady. Escribió las transcripciones que se pueden ver en el cuaderno del profesor Higgins y su voz se utilizó en las escenas en las que Higgins describe la pronunciación de las vocales.
Ladefoged también fue miembro de la Asociación Fonética Internacional durante mucho tiempo y fue presidente de la Asociación de 1986 a 1991. Estuvo profundamente involucrado en el mantenimiento de su Alfabeto Fonético Internacional y fue el principal impulsor de la Convención de Kiel de la Asociación Fonética Internacional de 1989. También fue editor de la Revista de la Asociación Fonética Internacional. Ladefoged formó parte de la junta directiva del Endangered Language Fund desde sus inicios.
Ladefoged fue miembro fundador de la Asociación Fonológica de Laboratorio.

## Vida personal
Ladefoged se casó con Jenny MacDonald en 1953, matrimonio que duró más de 50 años. Tuvieron tres hijos: Lise Friedman, librera; Thegn Ladefoged, arqueólogo y profesor de antropología de la Universidad de Auckland; y Katie Ladefoged, abogada y defensora pública, residente en Nashville, Tennessee. También tuvo cinco nietos, Zelda Ladefoged, Ethan Friedman, Amy Friedman, Joseph Weiss y Catherine Weiss.
El 5 de mayo de 1970, Ladefoged fue arrestado y resultó herido por la policía mientras participaba en una protesta contra la guerra de Vietnam en UCLA. Inicialmente fue acusado de no dispersarse, pero el cargo luego se cambió a agresión a un oficial de policía. Fue absuelto en el primer juicio.

## Muerte
Ladefoged murió el 24 de enero de 2006 a la edad de 80 años en un hospital de Londres, Inglaterra, después de un viaje de investigación a la India. Estaba de camino a su casa en Los Ángeles, California, después de su viaje de investigación.

## Publicaciones Seleccionadas
- Ladefoged (1962). The nature of vowel quality.
 Monograph supplement to Revista do Laboratório de Fonética Experimental da Faculdade de Letras da Universidade de Coimbra
(Journal of Experimental Phonetics Laboratory of the Faculty of Arts, University of Coimbra).
- Ladefoged (1962). Elements of acoustic phonetics. University of Chicago Press. ISBN 0-226-46764-3. (requiere registro). Paperback edition 1971. Translation into Japanese, Taishukan Publishing Company, 1976. Second edition, with added chapters on computational phonetics 1996.
- Ladefoged (1964). A phonetic study of west African languages. Cambridge: Cambridge University. ISBN 0-521-06963-7. Reprinted 1968.
- Ladefoged (1967). Three areas of experimental phonetics. London: Oxford University Press. ISBN 0-19-437110-7.
- Ladefoged, Peter; Ruth Glick; Clive Criper (1969). Language in Uganda. Nairobi: Oxford University Press. ISBN 0-19-436101-2. (requiere registro).
- Ladefoged (1971). Preliminaries to linguistic phonetics. Chicago: University of Chicago Press.
- Ladefoged (1975). A course in phonetics. Orlando: Harcourt Brace. ISBN 0-15-507319-2. 2nd ed 1982, 3rd ed. 1993, 4th ed. 2001, 5th ed. Boston: Thomson/Wadsworth 2006, 6th ed. 2011 (co-author Keith Johnson) Boston: Wadsworth/Cengage Learning. Japanese translation 2000.
- Ladefoged (2001). Vowels and consonants: An introduction to the sounds of languages. Oxford: Blackwells. ISBN 0-631-21412-7. 2001, 2nd ed. 2004.
- Ladefoged (2003). Phonetic data analysis: An introduction to instrumental phonetic fieldwork. Oxford: Blackwells. ISBN 0-631-23270-2.
- Ladefoged (2006). Interactive CD-ROM for "A Course in Phonetics". ISBN 1-4130-1420-8.
- Ladefoged (2006). Representing linguistic phonetic structure. Faculty profile: UCLA, draft, in progress before death.